# 張成器
張成器（？—？），清朝官員，於1759年擔任南投縣丞，主要從事南投之管理事務，品等約為七品以下，他亦為該職之首任。